# Ida Maier-Müller
Ida Maier-Müller (1821-1904) foi uma pintora alemã cuja obra, embora menos conhecida no cânone tradicional da história da arte, oferece uma visão rica e significativa sobre o papel das mulheres artistas no século XIX. Nascida em Konstanz, Ida estabeleceu-se em Freiburg a partir de 1843, onde passou a se concentrar principalmente na pintura de paisagens, especialmente da Floresta Negra e do Lago de Constança, que eram temas centrais da tradição paisagística alemã da época.  Ela representa um dos exemplos mais intrigantes de mulheres artistas do século XIX cujas trajetórias e produções foram parcialmente eclipsadas pelos paradigmas historiográficos que privilegiaram a criação masculina. Integrou a tradição da pintura paisagística alemã, porém infundindo-a com uma sensibilidade particular, que revela a intricada interseção entre a natureza e a introspecção feminina no século XIX.
Seu trabalho é caracterizado por uma conexão profunda com a natureza e uma sensibilidade à beleza dos cenários locais. Além dos paisagens, Ida Maier-Müller também era conhecida por suas representações de flores, capturando a vitalidade e o detalhe da flora, o que pode ser interpretado como uma extensão de seu interesse pela natureza. Sua técnica refinada e detalhista demonstrava uma atenção cuidadosa aos elementos naturais, enquanto seus retratos, particularmente seus autorretratos, apresentavam uma introspecção sutil e um senso de autodefinição que era incomum para mulheres artistas da época.
Sua obra mais reconhecida, um autorretrato datado de 1845, exemplifica uma apropriação do gênero que transcende a simples reprodução mimética da fisionomia. Nesta obra, conservada no Augustinermuseum de Freiburg, Maier-Müller constrói uma narrativa visual que desafia as convenções do autorretrato, tipicamente dominado por figuras masculinas. A imagem não se limita a capturar sua juventude aos 25 anos, mas instaura um espaço dialético entre a artista e os espectadores, onde a construção da identidade se entrelaça com questões de autorrepresentação, autonomia e legitimidade artística. Numa época em que o papel da mulher no campo das artes era subalternizado, pintar-se a si mesma constituía um ato não apenas de expressão pessoal, mas de autolegitimação em um espaço social e profissional que lhe era historicamente negado. No contexto do autorretrato feminino, especialmente no século XIX, sua obra representa um gesto de reivindicação de espaço e identidade. As mulheres artistas dessa época enfrentavam limitações significativas, desde o acesso à formação formal até as oportunidades de exibição pública. Ida, como muitas outras, utilizou o gênero do autorretrato para desafiar essas barreiras, criando uma imagem que não apenas refletia sua aparência física, mas também sua identidade artística.
Em termos de contexto histórico e cultural, a obra de Ida Maier-Müller pode ser vista como parte de um movimento maior de artistas femininas que buscavam, silenciosamente, reformular as normas artísticas e sociais que as restringiam. Embora sua obra não tenha recebido a mesma atenção que a de seus contemporâneos masculinos, sua prática artística oferece uma janela importante para entender como as mulheres negociaram seu espaço no campo artístico, muitas vezes explorando temas como o autorretrato e a natureza de maneiras que desafiavam as expectativas da época.
Ao falar de Ida Maier-Müller, estamos recuperando vozes que, embora marginalizadas, desempenharam papéis importantes na construção de uma tradição artística mais inclusiva e diversificada. Sua vida e obra revelam as complexidades enfrentadas pelas mulheres artistas e a maneira como elas transformaram esses desafios em oportunidades para se expressarem artisticamente.
Ida Maier-Müller, como muitas mulheres artistas do século XIX, enfrentou desafios estruturais e sociais que limitavam seu reconhecimento. Suas paisagens da Floresta Negra e pinturas florais, caracterizadas por uma sensibilidade introspectiva e precisão técnica, refletem a natureza como um espaço de expressão pessoal e resistência simbólica. Em seus autorretratos, ela desafia o olhar objetificante masculino, reivindicando sua autonomia artística em um contexto onde as mulheres eram frequentemente marginalizadas. Sua obra contribui para uma narrativa mais ampla de artistas mulheres que, silenciosamente, redefiniram os limites da prática artística, afirmando-se em um campo dominado por homens.